# Keysampling
Unter Keysampling versteht man das Verwenden von einzelnen Musik- oder Sprachbruchstücken, die per Computer, z. B. über ein angeschlossenes Keyboard, als Tonleiter spielbar sind. So lassen sich z. B. einzelne Wortelemente als Melodie wiedergeben. Technisch betrachtet wird durch eine Tonhöhenänderung das entsprechende Tonbruchstück an die Stammtöne angepasst.
Diese Technik findet insbesondere bei Megamixen Anwendung. Ebenfalls charakteristisch für Keysampling sind die Intros der Deep Dance-Bootlegs von DJ Deep. In der Megamix Bootlegszene ist das Einfügen von Samples, die durch Loops und/oder Tonhöhenänderung zu Keysamples werden weit verbreitet.
Der dänische Bootleg Mixer DJ Base hat einen Megamix mit dem Titel 'Keysampling – Stereo Version' erstellt, in dem viele dieser Techniken zum Einsatz kommen. Weitere Bootleg DJs, die Keysampling in ihren Mixen einsetzen sind:
- DJ Devil (Devil Dance)
- DJ Luckyloop (Diablo – The New Dance X-Plosion)
- DJ Masterfaker (Real Fake)
- DJ Mystic & DJ Maximus (The Other Side Of MixXxing)
- Michael Bánzi (eNJoy)